# Abbaye d'Esrum
L'abbaye d'Esrum est une abbaye de l'Ordre cistercien située dans le bourg d'Esrum, au bord des rives du lac éponyme et à côté de la rivière Esrum Å, dans le nord de la région de l'île de Seeland, dans l'amt de Frederiksborg au Danemark.

## Histoire

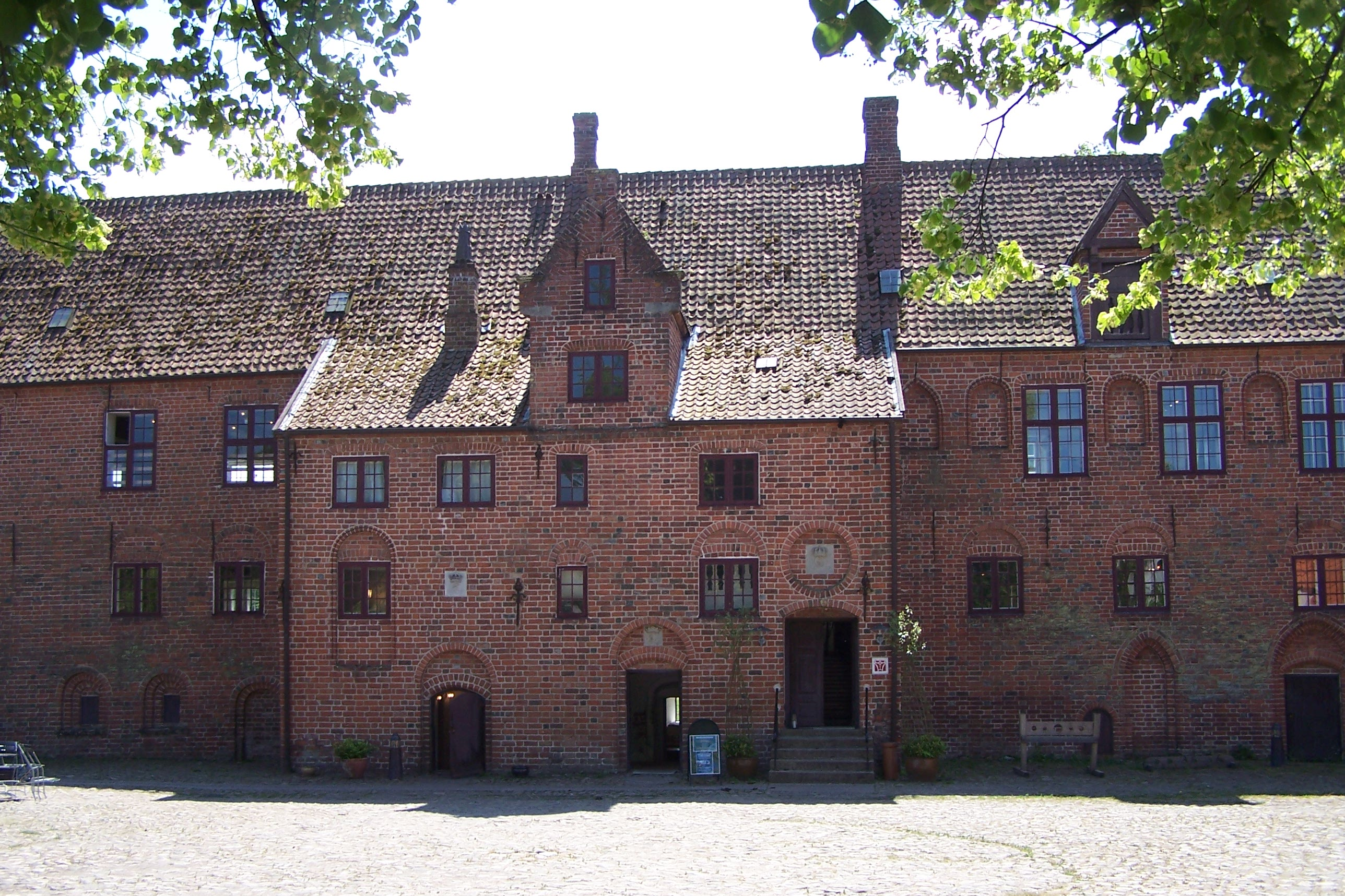
Façade de l'abbaye d'Esrum.

En 1151, l'évêque de Roskilde, Eskil de Lund fonde une abbaye cistercienne pour accueillir des femmes. Selon les écrits de Saxo Grammaticus, Eskil fit édifier, à la même période, le château de Søborg au Danemark. Eskil se basa sur des fondations de l'abbaye de Cîteaux par Robert de Molesme et de l'abbaye de Clairvaux fondée par Bernard de Clairvaux. Eskil se retire et confie la direction de l'abbaye à Absalon avant de se retirer définitivement en France dans l'abbaye de Clairvaux où il meurt en 1181.
Au XIVe siècle, la reine danoise Hedwige de Schleswig, épouse du roi Valdemar IV de Danemark, y sera enterrée.
En 1536, la Réforme protestante n'accueille plus de nouvelles novices, mais des moines.
À partir de 1555, les moines sont déplacés vers l'abbaye de Sorø située à Sorø.
En 1559, l'abbaye ferment ses portent définitivement. L'année suivante, les bâtiments sont transformés en haras, ainsi qu'utilisés pour l'entrepôt de charbon de bois.
Dans la première moitié du XVIIIe siècle, le haras est transféré à Fredensborg et fait place à une caserne de Dragons.
En 1931, l'abbaye d'Esrum relèva du Ministère de l'intérieur et fut utilisée comme musée national ainsi que comme un bureau de poste, orphelinat et résidence privée.
Durant la Seconde Guerre mondiale, l'abbaye d'Esrum servit de cache secrète pour les archives nationales danoises.
En 1946, l'abbaye accueillit environ 300 réfugiés originaires de Lettonie.
Entre 1992 et 1996, le comté de Frederiksborg devint l'office de l'environnement et de la protection de la nature.
En 1997, après une restauration, les bâtiments de l'ancienne abbaye d'Esrum, ouvrent au public.